# AFLAC Tower
AFLAC Tower är namnet på två olika byggnadsverk i USA: En hög radio- och TV-mast belägen i Rowley, Iowa och det kontorshus i Columbus, Georgia där försäkringsbolaget AFLAC har sitt huvudkontor. Radiomasten i Iowa stod klar 1984 och är 609.4 meter hög. Därifrån utsänds TV-kanalen KWWL och radiostationen KFMW.